# Att vända åter
Att vända åter är en memoarbok skriven av Gösta Gustaf-Janson och utgiven 1981.

## Källa
- Gustaf-Janson, Gösta (1981). Att vända åter. Stockholm: Albert Bonniers Förlag. Libris 7146494